# Aporum curviflorum
Aporum curviflorum é uma espécie de orquídea epífita de hábito pendente e flores pequenas, que habita Myanmar e Tailândia.